# Мягкий резервуар

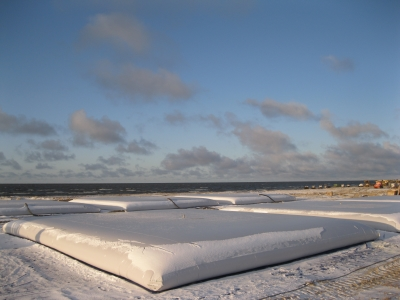
Мягкий резервуар, имеющий «подушечную» форму.

Мягкий резервуар (альтернативные названия: нефтетанк, флекситанк, эластичный резервуар), сокращённо МР — полимерный или резинотканевый резервуар, зачастую имеющий «подушечную» форму, предназначенный для хранения или транспортировки разных жидких веществ. Мягкие резервуары отличаются гибкостью, малым удельным весом, высокой химической и коррозионной стойкостью. Широко используются для нужд Министерства обороны и МЧС, предприятий ТЭК, нефтегазовой и химической промышленности, производственных и аграрных фирм.

## Описание
По определению Дмитрия Великанова, «мягкий резервуар представляет собой замкнутую оболочку, в которую вмонтированы горловина и внутренние перегородки». Мягкие резервуары большой вместимости чаще всего имеют подушечную форму. Данные резервуары изготавливаются из прорезиненных тканей, специальных многослойных пленочно-тканевых или полимерных материалов. Согласно Е. М. Удлеру, мягкие резервуары могут быть стационарными или мобильными — автомобильными, контейнерными, судовыми, плавающими, авиационными.

## Применение
Мягкие резервуары часто используются министерством обороны, МЧС и предприятиями ТЭК, применяются в нефтегазовой и химической промышленности, используются производственными и аграрными фирмами. В мягких резервуарах могут храниться или транспортироваться разные жидкости: вода, ГСМ, удобрения, трансформаторное масло, химические растворы, нефть. Мягкие резервуары могут использоваться для скоростной заправки вертолётов, а также в связке с бортовыми автомобилями могут повысить эффективность перевоза жидкостей.

## История
В 1953 году, с целью хранения и транспортировки нефтепродуктов, на вооружение советских войск были приняты мягкие резинотканевые резервуары. В 1960-е годы такие резервуары начали набирать всё большую популярность на полевых складах и в хранилищах. В начале 1980-х начальник штаба Тыла Вооружённых сил СССР Иван Макарович Голушко положительно отзывался об этих резервуарах: «Их удобно транспортировать, быстро развертывать и свертывать, причем один автомобиль перевозит несколько таких резервуаров довольно значительной ёмкости».
На момент 1964 года наибольший срок службы мягких резервуаров в США составлял 5 лет, а их стоимость была равна 1/6 стоимости стальных цистерн.
В 1980-х годах во время Афганской войны советскими войсками были впервые задействованы резинотканевые резервуары типа «МР-25», с целью обеспечения горючим авиагруппировок.

## Преимущества
Согласно Д. С. Барнашовой, мягкие резервуары «отличаются гибкостью, малым удельным весом и высокой химической и коррозионной стойкостью». Благодаря эластичности мягких резервуаров, вероятность повышения давления в них значительно уменьшается. Для мягких резервуаров не требуется закладка фундамента, их можно располагать на деревянных подкладках. Пребывая в сложенном состоянии, они компактны и имеют малый удельный вес, что делает их предпочтительными в ситуациях, когда требуется временное хранилище нефти без строительства дорогостоящих сооружений. Этому также способствует простота и быстрота их установки и демонтажа.